# Hesron
Hesron eller Hetzron (hebreiska: חֶצְרוֹן; "omgiven") är namnet på två personer i Första Mosebok:
- I 1 Mos. 46:9, är Hesron son till Ruben och grundare av hesroniterna.
- I 1 Mos. 46:12, är Hesron son till Peres och sonson till Juda, en av kung Davids förfäder, enligt nedan: